# カルロス・ベタンクール
カルロス・ベタンクール（Carlos Betancur または、Carlos Betancourt、1989年10月13日 - ）は、コロンビア、Ciudad Bolívar(スペイン語版)(英語版)出身の自転車競技（ロードレース）選手。

## 来歴
2009年
- ロードレース世界選手権
  - U23個人ロードレース 2位
- ブエルタ・ア・コロンビア U23部門 総合優勝

2010年
- ベビー・ジロ 総合優勝(区間2勝)

2011年、アクア & サポーネと契約。
- ジロ・デ・イタリア 総合59位
- ジロ・デッレミリア 優勝
- ジロ・ディ・ロンバルディア 9位

2012年
- トロフェオ・メリンダ 優勝

2013年
- バスク一周 総合7位
- フレッシュ・ワロンヌ 3位
- リエージュ〜バストーニュ〜リエージュ 4位
- ジロ・デ・イタリア
  - 新人賞
  - 総合5位

2014年
- パリ～ニース
  - 　総合優勝
  - 　新人賞
  - 区間２勝（第5、6）
- ツール・デュ・オー・ヴァル
  - 　総合優勝
  - 　ポイント賞
  - 区間優勝（第1）

2016年
- ブエルタ・ア・アストゥリアス　区間優勝（第2）
- ブエルタ・ア・カスティーリャ・イ・レオン
  - 総合9位
  - 区間優勝（第1）

2017年
- ハンマー・シリーズ、ハンマークライムにて合計6周回を1位通過し、ポイント争いで圧倒的なリードを広げた[1]。

2019年
- クラシカ・プリマベーラ 優勝